# メドレガル (潜水艦)
|           |                                                                         |
| 艦歴      |                                                                         |
| 発注      |                                                                         |
| 起工      | 1944年8月21日                                                           |
| 進水      | 1944年12月15日                                                          |
| 就役      | 1945年4月14日                                                           |
| 退役      | 1970年8月1日                                                            |
| その後    | スクラップとして売却                                                    |
| 除籍      | 1970年8月1日                                                            |
| 性能諸元  |                                                                         |
| 排水量    | 1,570トン（水上）、 2,414トン（水中）                                   |
| 全長:     | 311 ft 8 in                                                             |
| 全幅:     | 27 ft 4 in                                                              |
| 吃水:     | 15 ft 3 in                                                              |
| 機関:     | フェアバンクス＝モース ディーゼルエンジン エリオット・モーター発電機4基 |
| 最大速:   | 20ノット（水上） 9ノット（水中）                                        |
| 航続距離: | 11,000カイリ（10ノット時） （19 km/h 時に 20,000 km）                   |
| 試験深度: | 400ft (120m)                                                            |
| 乗員:     | 士官、兵員76名                                                          |
| 兵装:     | 6インチ砲1門、20mm砲2門、 21インチ魚雷発射管10門                        |

メドレガル (USS Medregal, SS-480) は、アメリカ海軍の潜水艦。テンチ級潜水艦の一隻。艦名はスペイン語でブリ属の総称を意味し、カンパチやヒレナガカンパチなど西インド諸島海域に生息する種に因んで命名された。

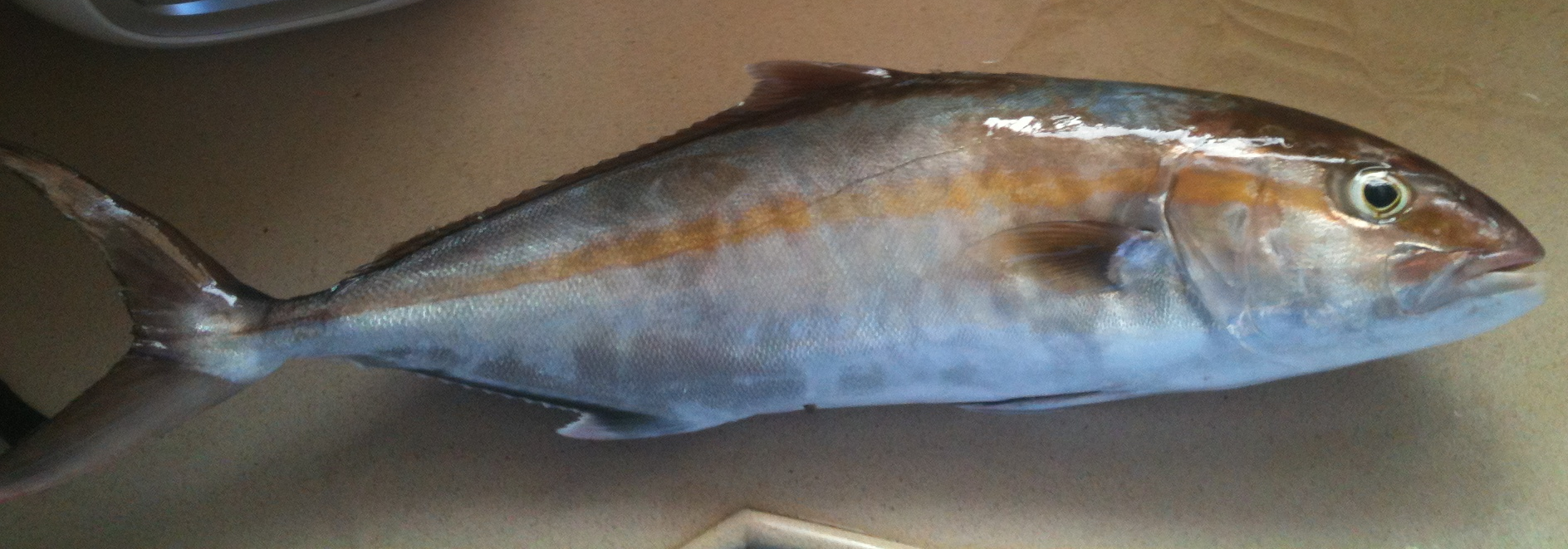
カンパチ（Medregal coronado）

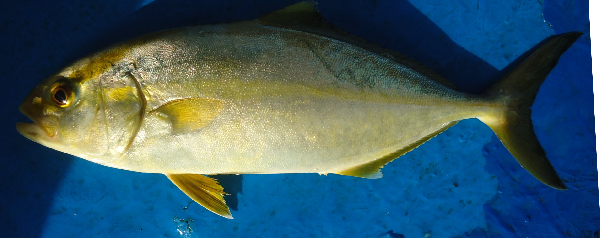
ヒレナガカンパチ（Medregal limon）

## 艦歴
メドレガルは1944年8月21日にメイン州キタリーのポーツマス海軍造船所で起工した。1944年12月15日にA・H・テーラー夫人によって命名、進水し、1945年4月14日に艦長ウィリアム・M・ライト中佐、副長E・C・リンデンの指揮下就役する。
メドレガルは1945年4月14日にポーツマスを出航したが、パナマ沖北方で潜水時に護衛駆逐艦と接触、潜望鏡およびレーダーを大きく損傷し帰還を余儀なくされる。ポーツマス帰還時ちょうどドイツが降伏した。修理および航空、海上救援任務のための改修後、メドレガルは6月16日にコネチカット州ニューロンドンを出航、日本に対する最終作戦に参加するため太平洋に向かった。日本は8月15日に降伏し、メドレガルは太平洋からパナマ運河地帯へ帰還、続いてフロリダ州キーウェストに向かい第4潜水戦隊と共に作戦活動に従事する。
1945年後半から1947年中頃までメドレガルはキーウェストを拠点として、予備役兵の訓練や艦隊ソナー学校の訓練、対潜水艦戦術演習への参加を行った。メドレガルは東海岸沿いにフロリダ州からバージニア州まで巡航し、メキシコ湾やカリブ海、西大西洋で作戦活動に従事した。また、定期的にグアンタナモ湾やキューバのハバナ、プエルトリコや西インド諸島に展開した。その後1952年3月から11月までサウスカロライナ州チャールストンでフリート・シュノーケル改修が行われた。
1957年6月17日、メドレガルは巡航ミサイル潜水艦への改修のためチャールストン海軍造船所に入渠した。オーバーホールおよび改修は11月22日に完了、メドレガルはバージニア州ノーフォークに向かい同地で第6潜水戦隊に合流した。続く18ヶ月間、カリブ海のバージン諸島沖およびプエルトリコ沖の大西洋で断続的にミサイル評価試験を行った。
1959年7月10日にメドレガルは第3潜水戦隊に配属され、7月25日にノーフォークを出航、真珠湾に向かい8月24日に到着する。ハワイ海域での活動後、1960年1月9日に極東に向けて出航、1月26日に横須賀に到着した。続く5ヶ月間、第7艦隊の部隊と共に訓練および評価演習に従事し、日本からフィリピンにかけての西太平洋で活動した。
7月1日に真珠湾に帰還すると、メドレガルはハワイから西海岸にかけての海域で定時および戦隊演習を再開した。1961年9月から1962年3月まで2度目の第7艦隊配備に就く。10月に西海岸に向けて出航、ピュージェット・サウンド沖で対潜水艦戦および予備役兵訓練を行う。12月半ばに真珠湾に戻り、その後2年間ハワイ諸島および西海岸での定時訓練に従事した。
メドレガルは1965年4月中旬に西太平洋配備にむけて真珠湾を出航した。最初にオーストラリアへ向かい、ブリスベン、シドニー、メルボルンを訪問する。また、珊瑚海海戦の記念式典に参加し、その後5月にフィリピンに向けて出航、スービック湾沖での作戦活動に従事し、8月末にサンフランシスコに帰還した。
1965年後半にメドレガルは真珠湾に戻り、その後1966年7月2日に日本に向けて出航した。7月15日に横須賀に到着、第7艦隊の空母および駆逐艦と合流し、西太平洋での対潜水艦戦訓練、台湾海軍艦艇との艦隊演習に従事した。同年の残りは問題の多い極東において平和維持活動を支援し続けた。
1967年1月、メドレガルは母港のハワイに帰還し同地で第1潜水戦隊と共に定時訓練および艦隊演習を再開した。その後も真珠湾での任務を継続し、5月1日にサンディエゴの第3潜水戦隊に配属される。同日 AGSS-480 （実験潜水艦）に艦種変更された。
メドレガルは1970年8月1日に退役し、同日除籍された。その後1972年6月13日にスクラップとして売却された。